# Radiodifusión Argentina al Exterior
Radiodifusión Argentina al Exterior (RAE) es el servicio de radiodifusión internacional público de Argentina, que transmite en onda corta, satélite e Internet para todo el mundo.
Su señal de intervalo son las primeras ocho notas del tango Mi Buenos Aires querido de Carlos Gardel fusionadas con un ritmo compuesto por el artista argentino Minino Garay, y transmite el nombre de la radio en los ocho idiomas de su programación.

## Historia
La historia de la onda corta en Argentina se remonta a los primeros años de la década de 1920. Ya en 1923 comienzan las operaciones de Transradio Internacional, en Monte Grande, Provincia de Buenos Aires. En 1925 el primer transmisor profesional de onda corta en SUDAMERICA se pone en funcionamiento en la misma planta. Un equipo de 20 kw, sintonizado en 8 Mhz, comprado a la empresa RCA. Su indicativo oficial: LP 1. Para 1931 había 9 transmisores de onda corta operativos en dicha planta que se encargaba de las comunicaciones marítimas, enlaces de onda corta para emisoras domésticas en distintos puntos del país (que fueron reportados por radioescuchas, especialmente en América Latina, Estados Unidos y Europa), también se transmitían materiales de prensa, cables y radiofotos y programas de emisoras internacionales llegaron a ser retransmitidos durante casi una década.
El panorama de la radiofonía argentina, hacia la segunda mitad de la década del 1930 está liderado por 3 emisoras: RADIO EL MUNDO, RADIO BELGRANO y RADIO SPLENDID. Cada una de ellas tenía su propia red de repetidoras en las ciudades más importantes del país, las cuales tomaban la señal en directo por carrier de ONDA CORTA. Si bien estos sistemas no constituían un servicio internacional, sus señales llegaban prácticamente a los receptores de aficionados en todo el mundo, quienes no sólo enviaban informes de recepción, sino que también recibían la confirmación correspondiente por parte de estas emisoras que por entonces transmitían toda su programación en idioma español. Sin embargo en la primera mitad de la década de 1940, el Manual Mundial de Radio y TV incluye en sus páginas el programa en idioma FRANCES ("LA MADELON") que se irradia de lunes a viernes de 14:00 a 14:15 por Radio Splendid.
En la edición del año 1947 del Manual Mundial de Radio y TV se informan las frecuencias de onda corta que activas en Argentina operando con sus correspondientes siglas y frecuencias para Radio del Estado, Radio El Mundo, Radio Belgrano, Radio Splendid y también Radio Aconcagua (Mendoza) como Radio Ovidio Lagos (Rosario) utilizan las ondas cortas, confirman los informes de recepción, e incluyen algunos programas o siglas en otros idiomas.
LRS-1 5985 kc/s
LRY-1 6090 kc/s
LRX-I 6120 kc/s
LRR 6145 kc/s
LRM 6180 kc/s
LRS 9320 kc/s
LRX 9660 kc/s
LRA-1 9690 kc/s
LRY 11840 kc/s
LRR 11880 kc/s
LRU 15290 kc/s
LRA5 17720 kc/s
LRA5 17830 kc/s
Antes de la creación de un servicio internacional de radiodifusión pensado para transmitir al exterior, Argentina desarrollo las ondas cortas para distintos fines desde 1923 y en la década del 40 se escuchaban emisiones en Español, francés e inglés en segmentos específicos y sin el perfil de emisora internacional.
En 1949 comienza a emitir el SIRA (Servicio Internacional Radiofónico Argentino) es concebido, como su nombre lo indica, para ser la "VOZ ARGENTINA AL MUNDO" y transmitir en distintos idiomas hacia audiencias globales.Si bien su primera transmisión estaba planificada para el día 1ero de Mayo, se decidió adelantar unos días su inauguración para el 11 de abril de 1949. En sus inicios transmitió según el siguiente esquema.
OFICINAS Y ESTUDIOS:  Calle Belgrano 1841, Buenos Aires.
FRECUENCIAS:  LRS 11880 kc s - LRU 15290 kc/s - LRY
9455 kc/s.
PROGRAMACION : 
ESPAÑOL 02.00 (Sat. 03.00)-06.00 on 15290 kc/s.
Weekd. 20.00-21.00 on 11880 kc/s. Weekd. 20.45-21.45 on
9455 kc/s to Latin America.
English: Daily 22.30-01.30 on 11880 kc/s to Gt, Britain.
(News 22.33, 00.30, 01.22, Weekly News Review), 02.15’-
06.00 on 9455 kc/s to N. America. (News: 02.20, 03.00,
04.00, 05.00 Weekly Newsreel 05.52).
French: 21.00-22.30 on 11880 kc/s to Europe and
Africa.
Italian: 22.15-22.50 on 9455 kc/s to Italy. (News: 22.45).
In Portuguese: 15.00-18.00, 01.30-03.30 on 11880 kc/s to
Brazil. (News 15.05’, 15.55, 17.00, 17.52, 01.35, 02.30).
Muy pronto se adquiere un nuevo y potente transmisor de 100 KW y se agregaran horas de transmisión, y como rareza un programa en SUECO de lunes a viernes, mientras que una revista de programación llamada "AQUI BUENOS AIRES" se edit en cada uno de los idiomas de SIRA.
Otra curiosidad es que a imagen y semejanza de muchas agencias de noticias el SIRA transmitió también en telegrafía .
Las emisiones del SIRA en onda corta llegaron con una excelente señal según los reportes registrados en publicaciones especializadas de la época. 
Un error común, observado y repetido en distintas oportunidades, es atribuir el cierre del SIRA tuvo lugar tras el golpe de estado del 16 de septiembre de 1955. Sin embargo comenzó un proceso de transformación a partir de 1953, con reducción en sus esquemas de emisión y cierre de idiomas. Coincidentemente con la promulgación de la ley de Radiodifusión (14.241) que contempla la creación de un SOR (Sistema de Radiodifusión local) y un SIR (Sistema Internacional de Radiodifusión que no llegó a implementarse, tal es así que en el Boletín Oficial cuando se sanciona la ley aparece mencionado el SIR pero cuándo finalmente se reglamenta en la publicación del Boletín Oficial ya no se menciona al SIR  ) la articulación de los sistemas de redes con cabeceras y privatizaciones. Se licitan 3 redes de radiodifusión ( que se conocen como RED A, RED B y RED C, con cabecera de Radio El Mundo, Radio Belgrano y Radio Splendid respectivamente) absorbiendo las frecuencias de onda corta que previamente utilizara el SIRA. Los pliegos de licitación incluyen ondas cortas en las 3 redes. 
Radio Del Estado continuará transmitiendo en 6062, 9690 y 6180 Khz (esta última desde Mendoza) incluyendo transmisiones en otros idiomas en forma regular durante ese período. 
El World Radio & TV Handbook, principal referencia de la escena de la onda corta mundial en los últimos 80 años, registra minuciosamente el cese de operaciones del SIRA en su edición 1955 ( disponible a principios de ese año y con información recogida hasta septiembre de 1954) 
Jerome Berg, en su libro sobre Historia de la Radiodifusión en Onda Corta, afirma que SIRA cesó sus emisiones en 1953.  Si bien casi todos los servicios en otros idiomas fueron cerrando hacia fines de 1953, el SIRA siguió activo los primeros meses de 1954. 
Otras fuentes disponibles como el FOREIGN BROADCAST INFORMATION SERVICE (FBIS) una agencia del gobierno de los Estados Unidos dedicada a monitorear las transmisiones internacionales de radiodifusión, y con especial interés en algunos países, confirma en sus registros documentales el S/off o cese de emisiones del SIRA en 1954, mientras que hay disponibles en internet publicaciones de diexistas con tarjetas QSL de abril del año 1955 donde se confirma una escucha de RADIO EL MUNDO en una de las frecuencias que utilizara previamente el SIRA.(15290)
Documentos disponibles en archivos oficiales argentinos (AGN, Hemeroteca Colección "Aqui Buenos Aires", Registros de Dirección de Radiodifusión, Colección Ministerio de Comunicaciones) coinciden en que el cierre del SIRA fue anterior al GOLPE DE ESTADO de 1955. Después del golpe lo que se revoca es la titularidad o propiedad de los.medios adjudicados en base a la ley de 1953. Y deroga artículos centrales del espíritu de la 14231.
Resumiendo: todas las fuentes documentales coinciden en que el SIRA no fue desmantelado ni cerrado por el golpe de 1955, sino que comenzó un proceso de reducción de servicios a fines de 1953 en forma gradual y un año después cesa sus transmisiones. Razones múltiples pueden explicar los motivos. El dato concreto y contundente es que en septiembre de 1955 no existía el SIRA, y de haber existido no habría razón alguna para cerrar ni desmantelar un servicio internacional, simplemente modificando sus contenidos y denominación los golpistas hubiesen utilizado los recursos a su favor.

Durante los años siguientes al golpe, RADIO DEL ESTADO (Luego Radio Nacional) transmitió por ondas cortas en dos frecuencias y ocasionalmente en 3 y lo hizo en distintos idiomas, sin llegar a constituir un SERVICIO INTERNACIONAL. También se emitió en otros idiomas desde las ondas cortas de las cadenas existentes.
En 1958 se inaugura RAE Radiodifusión Argentina al Exterior. Actualmente transmite en 8 idiomas y sus programas están disponibles en onda corta  via WRMI, así como también en streaming en aplicaciones para teléfonos móviles, la propia app de RAE y la web de Radio Nacional. 
Su misión es difundir ARGENTINA AL MUNDO. 
Tiene perfiles en redes sociales, canal en YouTube y contenidos especiales disponibles en podcast.
RAE tiene audiencia integrada en primer lugar por oyentes de otros países, incluyendo argentinos que viven en el exterior. Y también una creciente cantidad de oyentes dentro del país, tanto de colectividades extranjeras que residen en Argentina, como de ciudadanos nativos argentinos que aprenden y practican otros idiomas utilizando sus contenidos.

## Programación actual
La programación de la RAE está centrada en noticias sobre la actualidad argentina y su cultura, geografía e historia, entre otros temas. También transmite música argentina, principalmente tango, folclore y rock argentino. 
RAE transmite en Español, Portugués, Inglés, Francés, Alemán, Italiano, Japonés y Chino. Junto a los organismos responsables de la actividad antártica, RAE coordina las actividades de LRA36 Radio Nacional Arcángel San Gabriel, que transmite desde la Base Esperanza, Antártida. Emisora con la que comparte el perfil de audiencia global y la distribución de contenidos en onda corta.

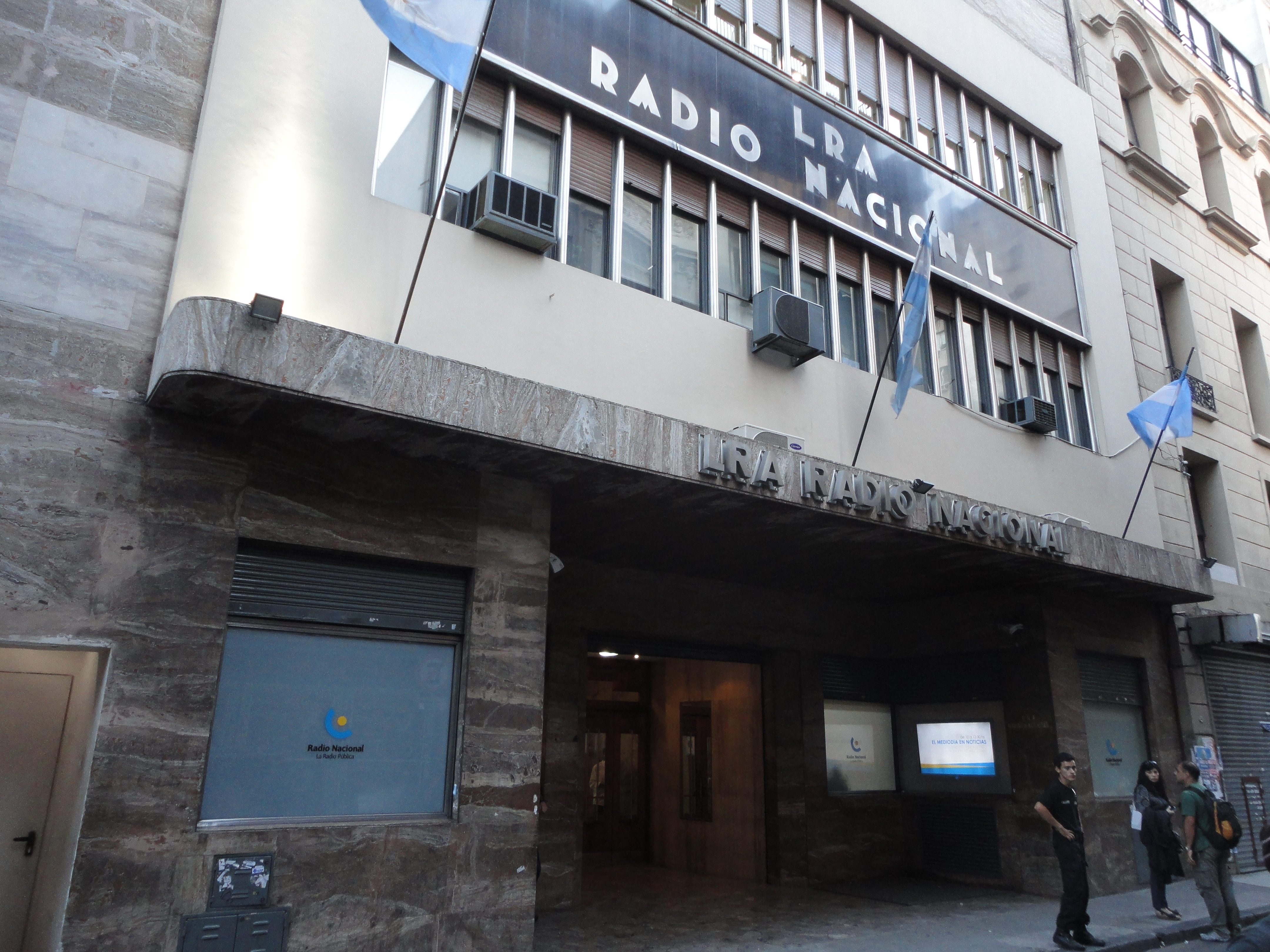
Maipú 555, Buenos Aires

RAE Radiodifusión Argentina al Exterior es uno de los 3 servicios de radiodifusión públicos y multilingües de iberoamérica y, dentro de ellos, el que potencialmente cuenta con una audiencia mayor.

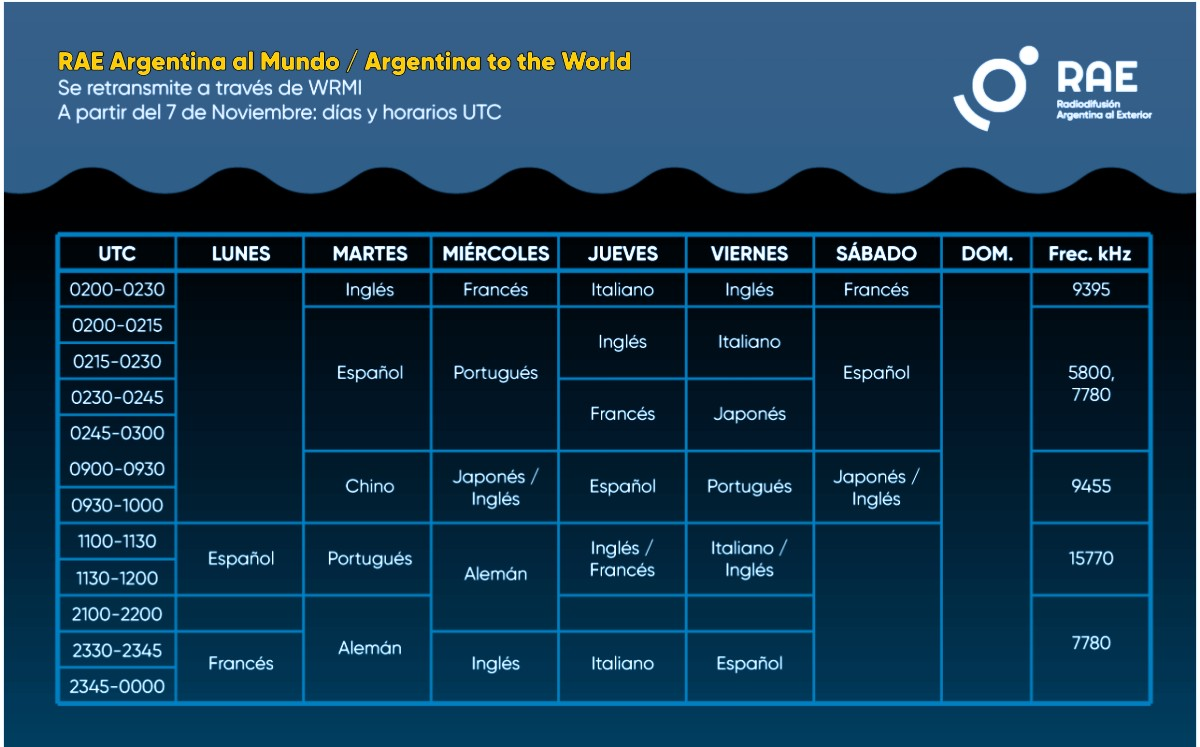
Esquema frecuencias onda corta

Tiene un programa para diexistas llamado ACTUALIDAD DX cuyo editor es Arnaldo Slaen.
Los informes de recepción se verifican con una eQSL 
Radiodifusión Argentina al Exterior opera en Buenos Aires con su estudio propio desde el edificio de la calle Maipú 555, en el microcentro de la ciudad. Éste es compartido con Radio Nacional Buenos Aires, Radio Nacional Rock, Radio Nacional Clásica y Radio Nacional Folklórica. La planta transmisora, denominada LRA31, se ubica en General Pacheco, en el Gran Buenos Aires.